# Gradual exposure
Gradual exposure is een vorm van exposuretherapie waarbij de patiënt geleidelijk meer geconfronteerd (blootgesteld) wordt met het probleem waarmee zij kampen. De patiënt wordt langzaam en toenemend uitgedaagd, zodat deze leert om te gaan met spanningen en angsten die het probleem bij de patiënt oproepen. De therapie is een vorm van systematische desensitisatie.
Deze vorm van exposuretherapie wordt toegepast als behandeling van enkele angststoornissen en maakt deel uit van een benadering als cognitieve gedragstherapie.
Patiënten worden geleidelijk geconfronteerd met hun angsten en leren te wennen aan de spanningen die problemen bij hen oproepen, zodat zij in het dagelijks leven beter bestand zijn en om kunnen gaan met hun angsten. De therapie is er niet op gericht de angst weg te nemen, maar de patiënt te helpen de angst te verdragen.

## Toepassingen
Voorbeelden van problemen waarbij deze vorm van exposuretherapie kan worden toegepast:
- Agorafobie
- Claustrofobie
- Pleinvrees
- Rijangst